# Маріана-Мантована
Маріана-Мантована (італ. Mariana Mantovana) — муніципалітет в Італії, у регіоні Ломбардія, провінція Мантуя.
Маріана-Мантована розташована на відстані близько 410 км на північний захід від Рима, 105 км на схід від Мілана, 26 км на захід від Мантуї.
Населення — 730 осіб (2014).

## Демографія
Населення за роками:

Станом на 1 січня 2023 року в муніципалітеті офіційно проживали 144 іноземці з 16 країн, серед них 22 громадяни країн Євросоюзу та 10 громадян України.

## Сусідні муніципалітети
- Аккуанегра-суль-К'єзе
- Азола
- Пьюбега
- Редондеско